# Levez-vous, réveillez-vous et n'arrêtez pas avant d'avoir atteint le but

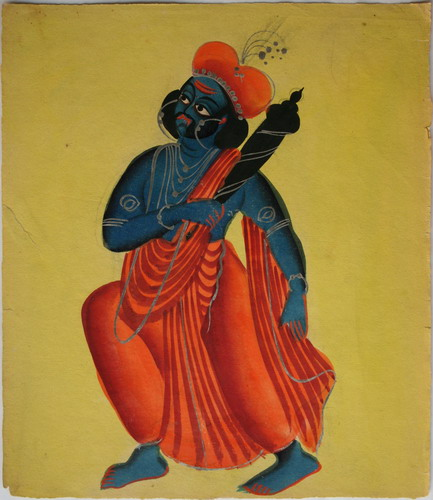
Ce verset peut être trouvé dans le chapitre 1.3.14 de la Katha Upanishad, où Yama (voir l'image), enseigne à Nachiketa les méthodes de Yoga.

Levez-vous, réveillez-vous et n'arrêtez pas avant d'avoir atteint le but est un slogan forgé par le moine hindou Swami Vivekananda à la fin du XIXe siècle d'après un verset (shloka) de la Katha Upanishad, un texte sacré de l'hindouisme. Cette phrase résumait son appel aux Hindous à sortir de leur état d'esprit hypnotisé[pas clair].

## Dans la Katha Upanishad
Nachiketa, l'enfant protagoniste de la Katha Upanishad, est envoyé par son père, Vajashrava, à Yama, le dieu Hindou de la mort. Dans la demeure de Yama, celui-ci répond aux questions de Nachiketa et lui enseigne la connaissance de Soi et les méthodes de Yoga. Le verset levez-vous, réveillez-vous... peut être trouvé dans le chapitre 1.3.14 du livre, où Yama enseigne à Nachiketa.
| En Sanskrit (Devanagari)                                          | Translittération                                                                                            | Traduction en français |
| ----------------------------------------------------------------- | --- | --- |
| उत्तिष्ठत जाग्रत प्राप्य वरान्निबोधत, क्षुरासन्न धारा निशिता दुरत्यद्दुर्गम पथ: तत् कवयो वदन्ति | Uttisthata Jagrata Prapya Varannibodhata Kshurasanna Dhara Nishita Dustayadurgama Pathah tat kavayo Vadanti | Levez-vous ! réveillez-vous ! Approchez et apprenez. Comme le tranchant d'un rasoir est ce chemin, ainsi le sage dit difficile de marcher et difficile à traverser. |

## Dans les enseignements de Swami Vivekananda

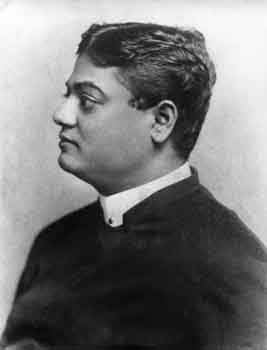
Swami Vivekananda a largement utilisé cette citation dans ses enseignements.

Le verset est utilisé et conçu par Vivekananda comme un appel à ses compatriotes à réveiller leur « âme endormie » et de propager le message de la paix et de la bénédiction donné par la « vieille Mère » du monde. Réveillez-vous signifie aussi le réveil de la vraie nature et en conséquence une ère de prospérité.
Le 24 avril 1897 Vivekananda écrit une lettre à Sarala Ghoshal. Dans cette lettre, il souligne donner au public uniquement une éducation positive, à cause de sa conviction que les pensées négatives affaiblissent les hommes. Dans cette lettre, il rappelle également ce verset.

Vivekananda cite ce verset dans plusieurs conférences et discours. Dans un discours prononcé le 12 novembre 1896, à Lahore, il dit :
Par conséquent, jeunes gens de Lahore, dressez une fois de plus cette puissante bannière d'Advaïta, car sur nul autre terrain, vous ne pouvez avoir ce merveilleux amour jusqu'à ce que vous voyiez que le même Seigneur est présent partout. Déroulez cette bannière d'amour ! Levez-vous, réveillez-vous et n'arrêtez pas avant d'avoir atteint le but. Levez-vous, levez-vous une fois de plus, car rien ne peut être fait sans renonciation.
Dans son essai Réminiscences de Swami Vivekananda, Sœur Christine écrit que Vivekananda voulait voir les hommes s'efforçant de trouver le Suprême. Elle écrit :
Tout le reste pouvait être faux, mais cela seul était vrai. Il le réalisa. Après sa grande réalisation, sa vie n’a plus qu’un seul but : donner le message qui lui a été confié, montrer le chemin et aider les autres sur la route vers le même but suprême. Levez-vous, réveillez-vous et n'arrêtez pas avant d'avoir atteint le but.
« Levez-vous » a été conçu comme un appel passionné pour l'éveil national, afin d'obtenir la liberté politique pour le pays du colonialisme et à « ne pas arrêter pas avant d'avoir atteint le but ». Cela fut essentiel dans la vie sociale, économique et politique. « Levez-vous » devait aussi signifier sortir de l’état d’impuissance. Il mettait l'accent sur la liberté de la nation, comme aux États-Unis le 4 juillet 1776. Vivekananda a également exhorté les gens à apprendre les écritures sacrées hindoues, qui, à son avis, contenaient toutes les instructions pour sortir de « l'hypnotisme de la faiblesse » et qui indiquaient qu'aucun individu n'est intrinsèquement faible.

## Influence
Le film de 1998 Swami Vivekananda, réalisé par G. V. Iyer, se termine par cette citation où Mammootty prononce un bref discours sur Vivekananda et ses idéaux, et conclut le discours par cette citation. Le 12 janvier 2013, à l'occasion du 150e anniversaire de sa naissance, le ministre en chef du Gujarat, Narendra Modi et aujourd'hui Premier ministre de l'Inde, écrit un article sur son site Web personnel pour rendre hommage à Vivekananda. Il nomme le poste « Commémoration de Swami Vivekananda : Levez-vous, réveillez-vous et n'arrêtez pas avant d'avoir atteint le but ». Le verset est inscrit sur la scène principale d'un auditorium de l'Institut de la culture de la mission Ramakrishna, à Calcutta, une branche de la Math Ramakrishna et Mission Ramakrishna. Le Dr Sanjeev Kumar, un auteur indien, a appelé cela une « ligne qui transforme la vie » et a écrit un livre intitulé N'arrêtez pas avant d'avoir atteint le but, en 2010.